# Frontière entre l'Alabama et le Tennessee
La frontière entre le Tennessee et l'Alabama est une frontière intérieure des États-Unis délimitant les territoires du Tennessee au nord et l'Alabama au sud.
Son tracé suit le 35e parallèle nord depuis la rivière Tennessee jusqu'aux monts Appalaches.

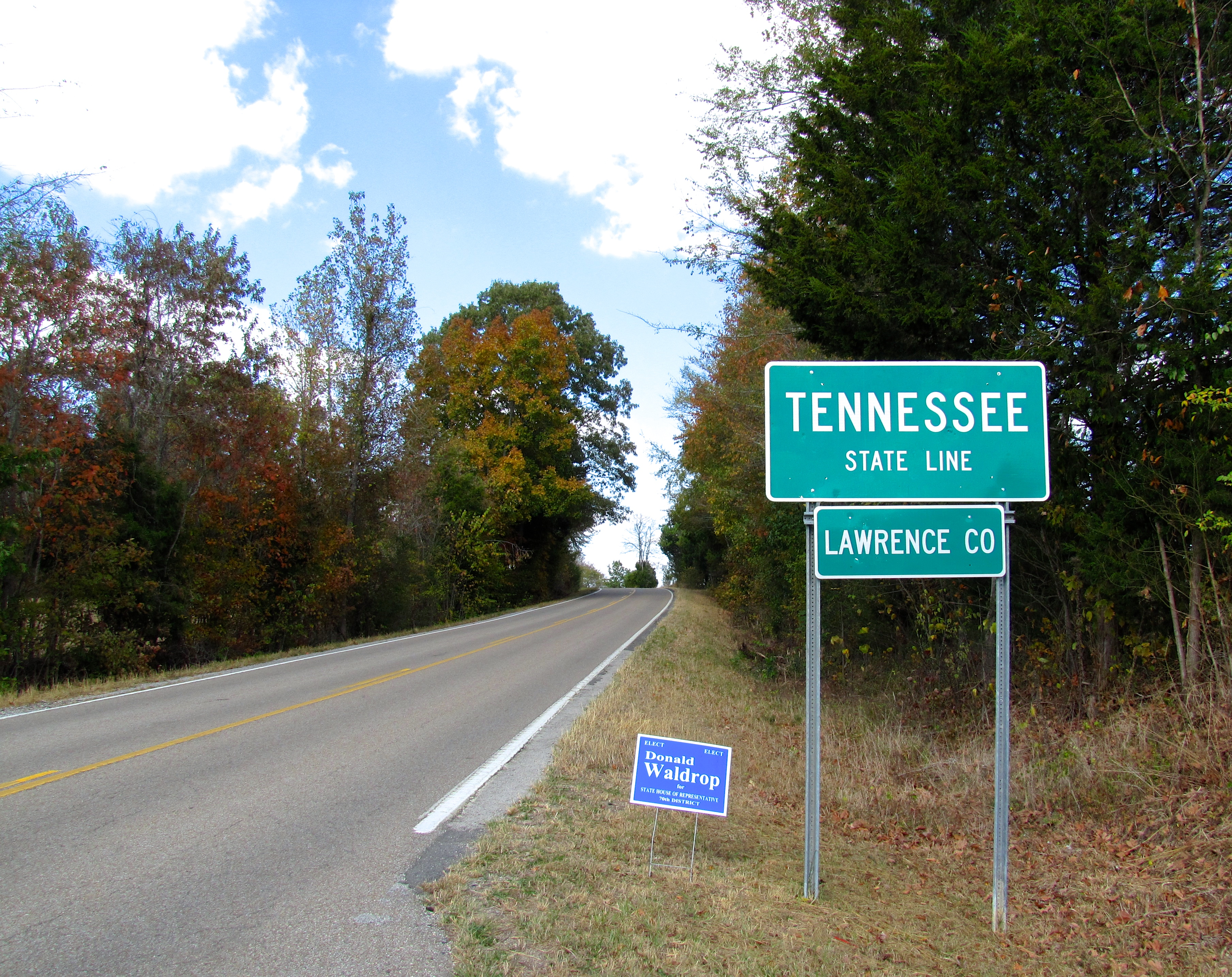
Entrée au Tennessee depuis l'Alabama.